# Головний свідок (фільм, 1969)
«Головний свідок» — радянський художній фільм 1969 року, знятий за мотивами оповідань Антона Чехова.

## Сюжет
Фільм поставлений за мотивами оповідань А. П. Чехова «Баби», «Трубна площа», «Сирена», «В суді».

## У ролях
- Олена Санаєва —  Марія Семенівна Каплунцова, підсудна вдова
- Олександр Бєлявський —  Матвій Савович Новожилов, свідок
- Лариса Лужина —  Варвара
- Михайло Кислов —  Василь Максимович Каплунцов
- Павло Винник —  Лебьодкін
- Всеволод Санаєв —  Дюдя
- Віра Алтайська —  Маланьїна, сваха
- Лариса Даниліна —  Софія
- Олександра Денисова —  дружина Дюді
- Борис Юрченко —  Герасим Копилов
- Борис Бітюков — епізод
- Олександр Лебедєв —  Альошка
- Валентин Брилєєв — епізод
- Дмитро Масанов — епізод
- Данило Нетребін —  секретар суду
- Гліб Стриженов —  голова суду
- Іван Жеваго —  людина в суді
- Юрій Леонідов —  член суду
- Микола Романов —  адвокат

## Знімальна група
- Режисер:  Аїда Манасарова
- Автори сценарію: Олександр Вітова
- Оператор:  Євген Васильєв
- Композитор:  Микола Сидельников
- Художник-постановник: Юрій Теребілов
- Звукооператор: Володимир Крачковський